# Olszanka (Łosice)
Pour les articles homonymes, voir Olszanka.
Olszanka (prononciation : [ɔlˈʂanka]) est un village polonais de la gmina d'Olszanka dans le powiat de Łosice de la voïvodie de Mazovie dans le centre-est de la Pologne.
Le village est le siège administratif (chef-lieu) de la gmina appelée gmina d'Olszanka.
Il se situe à environ 9 kilomètres au sud-ouest de Łosice (siège du powiat) et à 114 kilomètres à l'est de Varsovie (capitale de la Pologne).
Le village possède une population de 371 habitants en 2010.

## Histoire
De 1975 à 1998, le village appartenait administrativement à la voïvodie de Biała Podlaska.